# Chicken Little (película de 2005)
Chicken Little es una película de animación creada en el 2005, y el primer largometraje de animación de Walt Disney Pictures producido por Walt Disney Feature Animation (siendo el último largometraje del estudio antes de su cambio de nombre a Walt Disney Animation Studios), además del primer largometraje del estudio realizado completamente con animación por computadora. La película, pese a tener críticas mixtas, fue un éxito en taquilla e hizo volver en operación a los estudios, después del poco éxito en taquilla que tuvieron largometrajes previos durante la década de 2000. Esta película fue dedicada a Joe Grant, quien había fallecido el 6 de mayo de 2005, seis meses antes del estreno de Chicken Little. Es la 46.ª película del canon de animación de Disney, y en Latinoamérica fue la última película de la empresa en ser lanzada en formato VHS.

## Trama
En el pequeño pueblo de Oakey Oaks, en California, Chicken Little (Zach Braff) (Kalimba Marichal (en Hispanoamérica) toca la campana de la escuela, y le advierte a todo el mundo que corran por sus vidas. Esto envía a toda la ciudad en un sinfín de pánico. Con el tiempo se calma lo suficiente como para preguntarle qué le pasa, y Chicken Little explica que un pedazo del cielo en forma de señal de stop le había caído en la cabeza cuando estaba sentado bajo el gran árbol de roble en la plaza del pueblo. Sin embargo, es incapaz de encontrar la pieza. Su padre, Buck Cluck, cree y supone que este "pedazo de cielo" era una bellota que justo mientras hablaba le había caído del árbol, golpeándole en la cabeza. De esa manera, Chicken Little se convierte en el hazmerreír de la ciudad.
Un año más tarde, Little se ha convertido en el famoso de su ciudad avergonzándolo por su acto de locura un año atrás. Sus únicos amigos son los parias como él: Abby Mallard, la patita fea (quien está enamorada de Chicken Little); Runt of the Litter, un cerdito enorme; y pez fuera del agua, que lleva un casco lleno de agua del grifo.
Chicken Little lleva una pésima relación con su padre, Abby trata de aconsejarle que hable con él. En su lugar, Chicken Little se une al equipo de béisbol de su escuela, en un intento de recuperar su reputación y el orgullo de su padre, pero se prolongará hasta el noveno inning del último juego. Chicken Little es llamado de mala gana a batear por el entrenador, a pesar de que es seguro que él va a perder el juego para ellos.  Intenta balear, pero falla dos strikes, y es justo en el tercero, cuando ya todos estaban convencidos de que el juego está perdido, Little logra batear con éxito. Al final de la carrera, Little se barre, aun así, queda fuera del juego.  Sin embargo, el árbitro barre el polvo para revelar que Chicken Little sí tocó el plato con apenas un dedo, por lo tanto "Las Bellotas" ganan el juego y Chicken Little es visto como un héroe, quedando así olvidado el incidente. 
Esa misma noche, Chicken Little celebra su logro. Cuando se asoma a la ventana, observa una extraña luz en el cielo y se quita los lentes para limpiarlos y observar mejor. Cuando se los vuelve a poner, la luz se dirige a él y lo golpea, dejándolo inconsciente. Al recuperar la conciencia, descubre horrorizado que el objeto que lo golpeó es el mismo que le cayó en la cabeza un año atrás, siendo en realidad una parte del camuflaje de una nave espacial. Temiendo de que nadie vuelva a creerle, llama a sus amigos. 
Cuando llegan, Abby le anima a hablar con su padre para que se dé cuenta de que Chicken Little no mentía, y durante la plática, Abby le cuenta de otra trauma de Chicken Little cuando vio que cayó un líquido amarillo que creyó que fue del espacio que cayó pero en realidad fue pipí congelada que había caído de un avión. Pez juega con el aparato mimetizador y pulsa un botón en la parte posterior del hexágono, este empieza a volar y Pez se sube, llevándolo con él hasta la nave. Little, Abby y Runt lo siguen y se introducen en la nave para buscar a Pez. Posteriormente cuando lo encuentran, los 4 descubren un mapa del sistema solar con varios planetas tachados y la Tierra siendo señalado, por lo que piensan que los extraterrestres han destruido los otros planetas siendo presuntamente la Tierra el próximo. Los extraterrestres, al percatarse, de la presencia de los chicos en la nave se dan a la persecución y Little a sabiendas de lo ocurrido hace un año, se las arregla para sonar la campana y advertir a todos, pero los extraterrestres ven la multitud como se aproxima y logran escapar, quedando además aturdidos por el sonido de la campana, dejando a un niño extraterrestre naranja detrás (que había seguido a los chicos desde que se introducieron en el OVNI). Nadie cree que la historia de la invasión extraterrestre, y Little se ridiculizó una vez más hasta el día siguiente. En el espacio, los alienígenas que los persiguieron, envían una señal de auxilio. Él y sus amigos descubren al extraterrestre color naranja, y unos minutos más tarde toda una flota de naves alienígenas desciende sobre la ciudad y comienza una aterrorifica invasión extraterrestre.
La invasión, es en realidad, un malentendido, ya que dos extraterrestres están en busca de su hijo perdido y el ataque sólo se debe a la preocupación. Como los extraterrestres a lo largo de Oakey Oaks hacen un gran alboroto, evaporando todo a su paso, Little se da cuenta de que debe devolver al extraterrestre a sus padres para salvar el planeta. En primer lugar, sin embargo, se ve obligado a enfrentarse a su padre y recuperar su confianza, quien finalmente reconoce el error de no apoyar a su hijo y le demuestra que puede contar con él; y luego le revela sus sentimientos a Abby diciéndole lo atractiva y hermosa que es y le da un beso que la vuelve loca de amor.
En la invasión, Buck, ahora recuperando su orgullo y la confianza en Little, le defiende de los alienígenas, hasta que ambos son vaporizados. Luego, se descubre que los extraterrestres no vaporizan las personas, sino que son teletransportados a bordo del OVNI. Chicken Little y su padre devuelven al extraterrestre a sus padres y se logra aclarar el malentendido y son llevados de nuevo a su ciudad y mientras que Foxy Odiosi, la matona local, quien también después vuelve a la normalidad, regresó con un lavado de cerebro y llegó como en vez de ser la matona, ahora en una chica dulce y bondadosa, para alegría de Runt. Después, los extraterrestres explican que el mapa del sistema solar con todos los planetas tachados a excepción de la Tierra era porque la Tierra es el único planeta donde se pueden conseguir bellotas. Posteriormente, los extraterrestres devuelven toda la tierra a la normalidad, y todo el mundo está agradecido por los esfuerzos de Chicken Little por salvar a la ciudad y lo aclaran como el héroe y defensor del pueblo, hecho que se lo recuerdan un año después tras el estreno de una película que relata la invasión y el heroísmo de Little.

## Personajes

### Personajes principales
- Chicken Little: Es el protagonista de la película. Es un pollito de 10 años. Provoca el pánico en la ciudad afirmando que el cielo se cae porque le cayó un "pedazo de cielo" sobre la cabeza. Cuando le explica eso también a su padre, Buck Gallo, piensa que lo que le cayó en la cabeza fue una bellota, y el pollito se convierte en la burla de la ciudad. Después de un año, todos se siguen burlando de él, por lo que decide apuntarse al equipo de baseball del instituto ("los bellotas") para hacer algo grande y que todos olviden el incidente del "pedazo de cielo". Así, logra hacer que su padre se sienta orgulloso de él, pero después volvió a tener otro incidente. Está enamorado de Abby Patosa y se convierte en su novia al final de la película.

- Abby Patosa: Es una pata que es una de los mejores amigos de Chicken Little, de 11 años de edad, y está enamorada de él desde el principio y al final se convierte en su novia. Suele darle consejos a su amigo para que la relación con su padre mejore. En el colegio se burlan de ella diciéndole que es fea, sin embargo, es muy madura para su edad, y, es muy segura de sí misma. Le gusta mucho leer revistas para adolescentes. Aunque es sumamente fea, es muy dulce, amable, sincera y simpática. Será de gran ayuda para Chicken Little en los momentos más dramáticos, dándole excelentes consejos para superar las dificultades. Con el tiempo, sus sentimientos hacia Chicken Little serán correspondidos.

- Rundell "Runt" Benjamón : Es un inmenso cerdo con obesidad cuyo tamaño es notablemente mayor que los de sus compañeros de clase, y es uno de los mejores amigos de Chicken Little, de 12 años de edad. Es muy torpe y miedoso pero también es bueno y amable. Para relajarse, infla una bolsa de papel y canta la canción "Stayin' Alive" de los Bee Gees o a veces baila "Gonna Make You Sweat (Everybody Dance Now)" de C & C: The Music Company.

- Pez Fuera del Agua: Es un pez de Isla raza, de 9 años y medio de edad. Es uno de los mejores amigos de Chicken Little. A causa del agua de su casco, no puede hablar. Tiene mucha onda y un estilo propio. No se explica por qué no está en la banda de los Populares, teniendo todas las cualidades para pertenecer a ellos, pero lo más probable es que se deba a su amistad con Chicken Little, Runt y Abby y prefiere juntarse con ellos que con los populares.

### Personajes secundarios
- Buck Chicken / Buck Gallo: Es el padre viudo de Chicken Little. luego de que su esposa (Cloe Chicken) muriera hace varios años, pero, se desconoce su causa y cuando ocurrió. Cuando su hijo dijo que el cielo se estaba cayendo, Buck piensa que lo que le cayó en la cabeza fue una bellota, por lo que desde entonces se avergüenza de él. Sin embargo, sigue queriéndolo y al final se da cuenta de su error y empieza a apoyarlo. Suele ser muy descuidado, como se ve cuando él estaba preparando popcorn en la cocina, la cacerola que contenía los popcorn explota y pide ayuda a Little.

- Foxy Loxy: Es una zorra de 11 años de edad muy vanidosa, egocéntrica, con algunos gustos masculinos, y una de las estudiantes más populares del instituto. Es la Líder de los chicos populares, y se dedicaba a amenazar a Chicken Little y a sus amigos. Al final Foxy, quien había sido raptada por los alienígenas, tiene un "lavado de cerebro" durante la restauración del pueblo y cambia su personalidad completamente, volviéndose más amistosa y cariñosa, y enamorándose de Runt.

- Gansa Sosa: Es una gansa que es la compañera y mejor amiga de Foxy Odiosi, de 11 años de edad. Es también muy popular y colabora con ella en sus planes de humillar a Chicken Little. Tiene el cuello largo y usa coletas atadas por ribones rosados. Al igual que pez, no habla; solamente dice galimatías. Al final decide ser más amable.

- Señor Merino: Es un cordero, y el maestro de la clase de Chicken Little de español.

- Entrenador: Es un oso grizzly, y el maestro de gimnasia de la escuela de Chicken Little. Como se ha visto, suele ser, bastante estricto y un poco gruñón.

- Director Veidile: Es el director de la escuela de Chicken Little. Es un perro. Se desconoce su apariencia, ya que solo se vio su sombra detrás de la puerta de su oficina, pero, se da a conocer que fue compañero y amigo de Buck, durante su juventud.

- Perro Locutor: Es el anunciador de los juegos de béisbol y de la televisión. Es un perro de color amarillo, muy entusiasta y activo.

- Bear Rodríguez: Es un oso grizzly pequeño que es parte del grupo de chicos populares, liderados por Foxy, de 10 años de edad. Usa lentes rojos.

- Pavo Roso: Es un pavo, y el alcalde de Oakey Oaks. También cree que Chicken Little está loco,  pero al final entendió que lo que dijo era cierto. A veces está con perros agentes que le indican qué hacer o qué decir mostrándole carteles. Y tiene la llave de Oakey Oaks. Al comienzo de la película se puede ver que estaba sentado en su silla de gobernador con escarapelas de Estados Unidos.

### Aliens
- Melvin: Es el marido de Tina y el padre de Kirby. Emprende una búsqueda desesperada de su pequeño hijo invadiendo el planeta cuando cree que ha sido secuestrado. Viene a la Tierra en busca de bellotas. Como dato curioso, tiene un reloj de Mickey Mouse, pero con tres ojos.

- Tina: Es la esposa de Melvin y la madre de Kirby. Junto con su esposo, busca desesperadamente a su hijo invadiendo la Tierra.

- Kirby: Es el bebé alienígena naranja e hijo de Melvin y Tina. Cuando Chicken Litte y sus amigos entran a su nave espacial, los sigue curioso, lo que provoca que sus padres piensen que lo secuestraron. Se hace amigo de Chicken Little y él le ayuda a volver con sus padres. Su pelo siempre se mantiene arriba como el de los muñecos Troll de los '60s y tiene forma de una zanahoria.

## Reparto
| Personaje                                           | Actor de voz original        | Actor de doblaje                             | Actor de doblaje                     | Actor de doblaje         |
| Personaje                                           | Actor de voz original        | España                                       | México                               | Argentina                |
| --------------------------------------------------- | ---------------------------- | -------------------------------------------- | ------------------------------------ | ------------------------ |
| Chicken Little                                      | Zach Braff                   | Adolfo Moreno                                | Kalimba Marichal                     | Guido Kaczka             |
| Buck Gallo                                          | Garry Marshall † (1934-2016) | Juan Antonio Arroyo                          | Xavier López "Chabelo" † (1935-2023) | Juan Acosta              |
| Abby Patosa                                         | Joan Cusack                  | Valle Acebrón                                | Cecilia Suárez                       | Florencia Peña           |
| Runt El Benjamón                                    | Steve Zahn                   | Jorge Saudinós Gonzalo Gutiérrez (canciones) | Juan Manuel Bernal                   | Nicolás Frías            |
| Pez Fuera del Agua                                  | Dan Molina                   | David Beteta                                 | Jorge Alberto Aguilera               | Sin datos disponibles    |
| Alcalde Pavo-Roso                                   | Don Knotts                   | Antonio Medina                               | Raúl Aldana                          | Willy Avellaneda         |
| Sr. Merino                                          | Patrick Stewart              | Antonio Esquivias                            | Sebastián Llapur                     | Martin "Profesor" Iraola |
| Foxy Odiosi                                         | Amy Sedaris                  | Chelo Vivares Natalia Benito (canciones)     | Sheyla                               | Andrea Pietra            |
| Director Veidile                                    | Wallace Shawn                | Miguel Ayones                                | Eduardo Tejedo                       | Horacio Yervé            |
| Perro locutor                                       | Harry Shearer                | J.J. Santos                                  | David Faitelson                      | Diego Fucks              |
| Melvin / Papá Alienígena                            | Fred Willard (1933-2020)     | Manuel Bellido                               | Jesse Conde (1952-)                  | Eduardo Ferrari          |
| Tina / Mamá Alienígena                              | Catherine O'Hara             | Luisa Ezquerra                               | Queta Leonel                         | Laura Rama               |
| Policía Alien                                       | Patrick Warburton            | José Escobosa                                | Rodolfo Navarro                      | Dany de Álzaga           |
| As / Comandante Little / Chicken Little en película | Adam West                    | José Antonio Ceinos                          | Christopher Smith                    | Pablo Echarri            |
| Mamá del Benjamón                                   | Kelly Hoover                 | Pilar Gentil                                 | María Santander                      | Sin Datos Disponibles    |
| Pepín Puercoespín                                   | Mark Dindal                  | Juan Amador Pulido                           | Rodolfo Navarro                      | Sin Datos Disponibles    |
| Gansa Sosa                                          | Mark Walton                  | Sin Datos Disponibles                        | Patricia Acevedo                     | Patricia Acevedo         |
| Abby en película                                    | Dara Mcgarry                 | Beatriz Berciano                             | Lourdes Morán                        | Nancy Dupláa             |
| Pez en película                                     | Will Finn                    | Sin Datos Disponibles                        | Jorge Alberto Aguilera               | Sebastián Costa          |
| Runt en película                                    | Mark Kennedy                 | Sin Datos Disponibles                        | Guillermo Coria                      | Horacio Zapata           |
| Entrenador                                          | Mark Dindal                  | Sin Datos Disponibles                        | Gerardo Vázquez                      | Ricardo Alanis           |
| Mascota Bellota                                     | Joe Whyte                    | Sin Datos Disponibles                        | Guillermo Aponte Álvarez             | Sin Datos Disponibles    |
| Rodriguez                                           | Joe Whyte                    | Sin Datos Disponibles                        | Erick Salinas                        | Sin Datos Disponibles    |
| Perrito jugando al frisbee con su padre             | Nathan Kress                 | Sin Datos Disponibles                        | Memo Aponte                          | Sin Datos Disponibles    |
| Burro en partido                                    | Joe Whyte                    | Sin Datos Disponibles                        | Mario Filio                          | Sin Datos Disponibles    |
| Mamá Perro                                          | Mona Marshall                | Sin Datos Disponibles                        | Yadira Aedo                          | Sin Datos Disponibles    |

## Producción y distribución en salas y en DVD
Producido por la compañía estadounidense Walt Disney Pictures, su distribución la llevó a cabo una filial de ésta, Buena Vista International el 4 de noviembre de 2005. Fue escrita por Steve Bencich y Ron J. Firedman, y dirigida por Mark Dindal. Esta película fue realizada en los estudios de Walt Disney Feature Animation, en Burbank, California.
Chicken Little fue la primera película de Walt Disney Pictures realizada enteramente por computadora desde que la compañía dejara de realizar películas de animación tradicional a raíz del fracaso de Vacas Vaqueras (estrenada en 2004). Unos meses después del estreno de Home on the Range la compañía de animación no se declaró en bancarrota y las películas de Pixar pasaron a ser distribuidas pero no animadas por Disney. Dinosaurio, estrenada en 2000, aunque había sido producida y animada por Disney con anterioridad a Chicken Little, no fue en realidad su primera película enteramente animada por computadora puesto que estaba también parcialmente constituida por el rodaje de imágenes reales y al inicio de la película salió una imagen de El rey león también producida por Disney, que salía al inicio el amanecer en África con la canción Cicle of life. 
El DVD de la zona 4 (Hispanoamérica) se incluyen como idioma de audio:
- Inglés
- Español Mexicano
- Español Argentino

Mientras que en Latinoamérica esta fue la última película de Disney lanzada en formato VHS para que sus futuros lanzamientos fueran en formato DVD.

## Recepción

### Taquilla
En su primer fin de semana, Chicken Little debutó en el primer lugar, siendo la primera película animada de Disney en hacerlo desde Dinosaurio, con $ 40 millones y empatando con The Lion King como el mayor abridor de una película animada de Disney. La película recaudó $ 135,386,665 en Norteamérica y $ 179,046,172 en otros países, por un total mundial de $ 314,432,837.

### Crítica
El sitio web agregador de respuestas críticas, Rotten Tomatoes, informó que el 37% de los 160 críticos encuestados dieron críticas neutras, con una puntuación media es de 5.5/10. El consenso crítico dice: "En su primera aventura no Pixar CGI, Disney dedica más esfuerzo a la presentación técnica que a la elaboración de una historia original". En Metacritic, la película tiene un puntaje promedio de 48 sobre 32 críticas, que indican "críticas mixtas o promedio". Las audiencias encuestadas por CinemaScore dieron a la película una calificación promedio de "A-" en una escala de A + a F.
James Berardinelli, al escribir su reseña de ReelViews, le dio a la película dos y media estrellas de cuatro críticas que "está atascada por muchos de los problemas que han plagado las recientes funciones animadas tradicionales de Disney: trabajo de voz anónimo, trama pobre y la creencia errónea de que la marca Disney elevará cualquier cosa a un nivel de "visita obligada" para los espectadores hambrientos de comida familiar. En el programa de televisión sindicado Ebert & Roeper, los críticos Richard Roeper y Roger Ebert dieron la película "dos pulgares abajo" con el dicho: "No me importa si la película es 2-D, 3-D, CGI o dibujada a mano, todo se remonta a la historia". 
En su reseña impresa en el Chicago Sun-Times, Roger Ebert declaró que el problema era la historia y escribió: "Como regla general, si una película no trata sobre béisbol o alienígenas espaciales, y tiene que usarlos, de todos modos, Debería haber comenzado con una mejor premisa". Ebert concluyó su crítica con "La película me hizo sonreír. No me hizo reír, y no involucró mis emociones, o las regiones más altas de mi intelecto, en realidad. Es una caricatura perfectamente aceptable para los niños. hasta cierta edad, pero no tiene el atractivo universal de algunas de las mejores animaciones recientes".
En The New York Times, el crítico de cine A.O. Scott declaró que la película es "un pastiche frenético y sin inspiración de frases y clichés, con muy poco ingenio, inspiración u originalidad para llevar sus imágenes frenéticamente conmovedoras a la vida genuina". La crítica de Entertainment Weekly Lisa Schwarzbaum calificó la película como una C, escribió que "la banalidad de las bellotas cayó en este empeño en particular, otra en una nueva generación de comedia de mercado masivo que sustituye el ingenio original por canciones originales y pop por contenido emocional".
Sin embargo, Ty Burr de The Boston Globe le dio a la película una crítica positiva al decir que la película era "brillante y llena de vida, con algunas risas sólidas y excelentes actuaciones vocales". El crítico de cine de Hollywood Reporter, Michael Rechtshaffen, opinó que "Mientras que un complot a medias trama evita que se acerque a los niveles sublimes de Toy Story o The Incredibles, la imagen avanza de forma bastante agradable con una energía estrafalaria y personajes vívidos, increíblemente expresados, locos." Angel Cohn de TV Guide le dio a la película 3 estrellas aludiendo a la película que "deleitaría a los niños más pequeños con sus colores brillantes y su caos constante, mientras que los adultos probablemente quedarán encantados con las bromas ingeniosas, las frases sutiles y la relación de padre e hijo." Peter Rainer, escribiendo en The Christian Science Monitor, calificó la película con una A-aplaudiendo que" las imágenes son irreprensiblemente ingeniosas y también lo es el guion, que se transforma de la fábula clásica en una parodia de War of the Worlds. Prefiero esta versión a la de Spielberg".

## Premios y nominaciones

### Academia de ciencia ficción, fantasía y películas de terror, EE. UU.
| Año  | Premio         | Categoría                   | Resultado |
| ---- | -------------- | --------------------------- | --------- |
| 2006 | Premios Saturn | Mejor película de animación | Nominado  |

### Premios Annie
| Año  | Premio        | Categoría                                            | Nominados                                             | Resultado |
| ---- | ------------- | ---------------------------------------------------- | ----------------------------------------------------- | --------- |
| 2006 | Premios Annie | Mejor largometraje de animación                      |                                                       | Nominados |
| 2006 | Premios Annie | Mejores efectos animados                             | Dale Mayeda                                           | Nominados |
| 2006 | Premios Annie | Mejor diseño de personajes en una producción animada | Joseph C. Moshier                                     | Nominados |
| 2006 | Premios Annie | Mejor diseño de producción en una producción animada | Ian Gooding, Dan Cooper, David Womersley y Mac George | Nominados |

### Premios ASCAP de música de cine y televisión
| Año  | Premio       | Categoría                         | Nominados   | Resultado |
| ---- | ------------ | --------------------------------- | ----------- | --------- |
| 2006 | Premio ASCAP | Las mejores películas de taquilla | John Debney | Ganador   |

### Premios de la Asociación de críticos de cine de difusión
| Año  | Premio                                                  | Categoría                       | Resultado |
| ---- | ------------------------------------------------------- | ------------------------------- | --------- |
| 2006 | Premio de la Asociación de críticos de cine de difusión | Mejor largometraje de animación | Nominado  |

### Casting Society of America, USA
| Año  | Premio                              | Categoría                                        | Nominados | Resultado |
| ---- | ----------------------------------- | ------------------------------------------------ | --------- | --------- |
| 2006 | Premio "Casting Society of America" | La mejor función de locución de locución animada | Jen Rudin | Ganador   |

### Premios Derby de Oro
| Año  | Premio              | Categoría              | Resultado |
| ---- | ------------------- | ---------------------- | --------- |
| 2006 | Premio Derby de Oro | Característica animada | Nominado  |

### Premios Golden Trailer 2006
| Año  | Premio         | Categoría                 | Resultado |
| ---- | -------------- | ------------------------- | --------- |
| 2006 | Golden Trailer | Mejor animación / familia | Nominado  |

### Premios Kids 'Choice, EE. UU.
| Año  | Premio               | Categoría                 | Resultado |
| ---- | -------------------- | ------------------------- | --------- |
| 2006 | Premios Kids' Choice | Película animada favorita | Nominado  |

### Motion Picture Sound Editors, EE. UU. 2006
| Año  | Premio             | Categoría                                          | Nominados | Resultado |
| ---- | ------------------ | -------------------------------------------------- | --- | --------- |
| 2006 | Premio Golden Reel | Mejor edición de sonido en largometraje: animación | Robert L. Sephton (supervisor de editores de sonido) Christopher Flick (editor supervisor de foley) Thomas Whiting (supervisor de diálogo / editor de adr) James Harrison (editor de música) Earl Ghaffari (editor de música) Adam Kopald (editor de sonido) Jeff Sawyer (editor de sonido) Linda Folk (editor de diálogos / anuncios) F. Scott Taylor (editor de diálogos / anuncios) Mark Pappas (editor de foley) Dan O'Connell (artista de foley) John T. Cucci (artista de foley) | Nominados |

### Premios MTV Movie, Rusia
| Año  | Premio           | Categoría        | Resultado |
| ---- | ---------------- | ---------------- | --------- |
| 2006 | Premio MTV Movie | Mejor caricatura | Nominado  |

### Premios People's Choice, EE. UU.
| Año  | Premio                  | Categoría                  | Resultado |
| ---- | ----------------------- | -------------------------- | --------- |
| 2006 | Premios People's Choice | Película familiar favorita | Nominado  |

### Premios PGA
| Año  | Premio      | Categoría                                                  | Nominados     | Resultado |
| ---- | ----------- | ---------------------------------------------------------- | ------------- | --------- |
| 2006 | Premios PGA | Destacado productor de películas cinematográficas animadas | Randy Fullmer | Nominado  |

### Premios Satellite
| Año  | Premio            | Categoría                                               | Resultado |
| ---- | ----------------- | ------------------------------------------------------- | --------- |
| 2005 | Premios Satellite | Sobresaliente película cinematográfica, animada o mixta | Nominado  |

### Los Stinkers Bad Movie Awards
| Año  | Premio                    | Categoría                  | Resultado |
| ---- | ------------------------- | -------------------------- | --------- |
| 2005 | Stinkers Bad Movie Awards | Peor película de animación | Nominado  |

### Premios de la Asociación de Críticos de Cine del Área de WashingtonD.C.
| Año  | Premio       | Categoría                   | Resultado |
| ---- | ------------ | --------------------------- | --------- |
| 2005 | Premio WAFCA | Mejor película de animación | Nominado  |

### Premios Jóvenes Artistas
| Año  | Premio                | Categoría                                                 | Nominado       | Resultado |
| ---- | --------------------- | --------------------------------------------------------- | -------------- | --------- |
| 2006 | Premios Joven Artista | Mejor actuación en un papel de voz en off: el joven actor | Matthew Josten | Ganador   |

## Música
1. Elton John - Don't Go Breaking My Heart
2. Bee Gees - Stayin’ Alive
3. Queen - We Are The Champions
4. C & C The Music Company - Everybody Dance Now!
5. R.E.M. - It's The End Of The World As We Know It (And I Feel Fine)
6. O-Zone - Dragostea din tei
7. El tema principal de la versión doblada al japonés es "Itsuka Kitto" de Maya Okamoto. En el doblaje latinoamericano, es "Todos Tenemos A Alguien" de Alejandro Lerner. [15]